# بلوئی
بلوئی (به اسپانیایی: Bellvey) یک منطقهٔ مسکونی در اسپانیا است که در بایکس پنس واقع شده‌است. بلوئی ۸٫۳ کیلومتر مربع مساحت دارد.